# التنظيم الطليعي
التنظيم الطليعي السري (1963-1971) هو تنظيم سياسي تابع للاتحاد الاشتراكي العربي بمصر في عهد جمال عبد الناصر، الهدف منه، كما أعلن وقتئذ، هو «تجنيد العناصر الصالحة للقيادة وتنظيم جهودها ويطور الحوافز الثورية للجماهير». وقد أشرف على بناء التنظيم كل من: محمد حسنين هيكل، علي صبري[ ؟ ]، سامي شرف. وقد أشار الميثاق إلى تكوين هذا التنظيم في عام 1962، وإن لم ينص على الطبيعة السرية له. وصل عدد أعضاء التنظيم إلى 30,000 عضو.

## أسباب الإنشاء
في خلال محادثات الوحدة مع سوريا والعراق عام 1963، وفي مواجهة حزب البعث العربي الاشتراكي، ذكر عبد الناصر في جلسة 19 مارس 1963: «الجهاز السياسي الذي يفترض تكوينه في داخل الاتحاد الاشتراكي يتكون من الكوادر، أي الناس ذوو الفعاليات السياسية والقدرة على تحريك التفاعل الثوري».
لذلك لم يكن غريباً أن عقد اجتماع لتكوين التنظيم الطليعي طبقاً لما أورده كل من أحمد حمروش بكتاب غروب يوليو وسامي شرف في يونيو 1963 بعد اسابيع قليلة من جلسات مباحثات الوحدة، حضره علي صبري ومحمد حسنين هيكل، وأحمد فؤاد، وسامي شرف.
وكانت فكرة عبد الناصر إيجاد تنظيم منضبط مثل التنظيمات الشيوعية، وقد أراده أن يكون سرياً لما أبداه من رغبته في حماية أعضاء التنظيم من تكتل القوى ضدهم أولاً وثانياً حتى لا يستغل أحد موقعه في التنظيم الطليعي للاستفادة في مكان عمله، وهو تفكير غريب من رئيس الدولة فوق أنه غريب بالنسبة لتنظيم شعبي يستهدف تعبئة الجماهير لمساندة الحكم وليس للانقضاض على الحكم، فالغريب أيضا أن هذه السرية التي أحاطت بالتنظيم كانت قاصرة على الجماهير الشعبية لأن عبد الناصر ضم إليه عناصر كثيرة من جهاز الدولة ولم يفهم أحد لماذا يخفى عبد الناصر عن الجماهير سياسياً يستهدف تحريك الاتحاد الاشتراكى وقيادته، صحيح أن الميثاق أشار إلى تكون هذا التنظيم 1962، ولكن لم ينص الميثاق على أن يكون هذا الطليعي سرياً لذلك لم يكن غريبا، في إطار هذه السرية، أن تكون كتابة التقارير السرية هي أهم نشاط أعضاء التنظيم الطليعي، فلائحة التنظيم نصت على ذلك صراحة فعلى العضو: «أن يتقدم بالتقارير في مختلف المسائل إلى مستواه وإلى الهيئات الأعلى بما فيها اللجنة المركزية خلال مستويات التنظيم».

## مهام التنظيم
كانت مهمة التنظيم الذي وصل عدد أعضائه إلى 30 ألف عضو كتابة التقارير، تكتب عن أي شخص مهما كانت قامته ومعلومات تجمع عن أي شيء مهما كانت قيمته وحتى عن المصريين خارج مصر، مرورا بكم هائل من المواضيع مثل الخلافات والشجارات التي تنشأ والقضاة وطلبة الجامعة وما ينبغي هذا ما حدث وهذا تم قبل هزيمة 1967م. [1].

## التيارات داخل التنظيم
كانت هناك ثلاث مجموعات كبيرة داخل التنظيم الطليعي:
المجموعة الأولى: الماركسيون، الذين افرج عنهم في أواخر عام 1964، وعلى رأسهم محمود أمين العالم.
المجموعة الثانية: القوميون العرب، وكان يقودهم سمير حمزة.
المجموعة الثالثة: الرواد، الذين تم تكليفهم ببناء منظمة الشباب عام 1965 وانضموا بعد ذلك للتنظيم الطليعي وعلى رأسهم عبد الغفار شكر، الذي كان على رأس وفود الشباب الذاهب للاتحاد السوفيتي وألمانيا الشرقية وقبرص لتدريبهم على التصدي للقوى المناوئة للثورة.
ويـُتهم التنظيم بأنه كان أداة تجسس ضخمة من أهم أهدافها كتابة التقارير عن كل شيء، الأمر الذي ينفيه أحمد حمروش. وكانت التقارير تـُرفع إلى أمين التنظيم الطليعي شعراوي جمعة، وهو في نفس الوقت وزير الداخلية.

## من أشهر أعضاء التنظيم
- الدكتور أحمد فتحي سرور رئيس مجلس الشعب السابق.
- الدكتور رفعت المحجوب رئيس مجلس الشعب الأسبق.
- صفوت الشريف رئيس مجلس الشورى السابق.
- الدكتور علي الدين هلال وزير سابق وأمين الإعلام ب الحزب الوطني الديموقراطي.
- فاروق حسني وزير الثقافة السابق.
- مصطفى الفقي رئيس لجنة العلاقات الخارجية ب مجلس الشعب سابقا.
- أسامة الباز المستشار السياسي للرئيس السابق محمد حسنى مبارك.
- حسن أبو باشا وزير الداخلية الأسبق.
- محمود السعدني كاتب مصري.